# Escut d'Estivella
L'escut d'Estivella és el símbol representatiu oficial d'Estivella, municipi del País Valencià, a la comarca del Camp de Morvedre. Té el següent blasonament:
| « | Escut ibèric, partit. Al primer quarter, en camper d'atzur, un castell d'argent, maçonat de sable i aclarit d'atzur. Al segon quarter, en camper de gules, un mont floré d'or. Al timbre, una corona reial oberta. | » |

## Història
L'escut fou provat per Resolució de 9 d'abril de 1992, del conseller d'Administració Pública, i publicat en el DOGV núm. 1.783, de 15 de maig de 1992.
S'hi representa el castell de Beselga, fortificació medieval d'on va partir la repoblació del segle xvii, després de l'expulsió dels moriscos. Al costat hi figuren les armes parlants de Jeroni de Montsoriu, que va concedir la carta de població a Estivella el 1610.
A l'Arxiu Històric Nacional es conserven les empremtes de dos segells en tinta de 1876 de l'Alcaldia i de l'Ajuntament d'Estivella. Al segell de l'Alcaldia es representa un Àguila de Sant Joan i una Agnus Dei, símbols respectivament de Sant Joan Evangelista i Sant Joan Baptista, patrons titulars de la parròquia de la localitat.

Segell de l'Alcaldia (AHN, 1876).
Segell de l'Ajuntament (AHN, 1876).